# Samuel Maharero

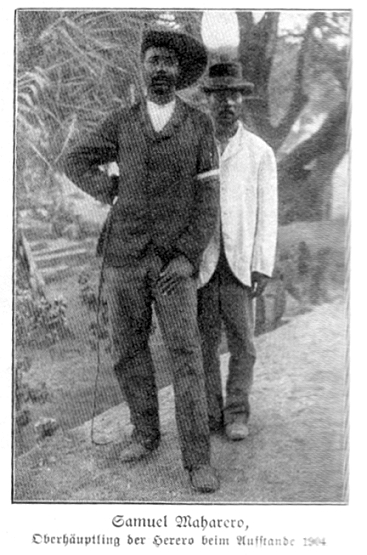
Samuel Maharero

Samuel Maharero (ur. 1856, zm. 14 marca 1923) – wódz plemienny z Afryki Południowo-Zachodniej.
W 1890 został (po śmierci swego ojca – Maharero) wodzem zwierzchnim plemienia Herero. W 1904 stanął na czele buntu skierowanego przeciwko Niemcom, został jednak przez nich pokonany i w 1904 przestał być wodzem. Osiedlił się w Botswanie.